# 預設安全
預設安全（Secure by default）是指在資訊系統中的預設設定是最高的資訊安全等級，對使用者而言不一定是最易用的設定。很多時候，資訊安全與易用性需要同時以風險分析與可用性测试來衡量。這讓引起了「什麼才是最高的資訊安全」的爭論。以結果來說，目前仍然難以定義所謂的「預設安全」。